# Жорж Милославский
Ю́рий (Жорж) Милосла́вский — персонаж пьес Михаила Булгакова «Блаженство» (1934) и «Иван Васильевич» (1935), квартирный и карманный вор по прозвищу «Солист», главный антагонист. Получил воплощение в художественных фильмах «Иван Васильевич меняет профессию» и «Чёрные перчатки», в театральных постановках и в музыкальном телефильме «Старые песни о главном 3». Главным образом известен в исполнении Леонида Куравлёва.

## Краткое описание персонажа
Жоржу Милославскому около тридцати лет. По натуре он авантюрист. Согласно Михаилу Булгакову, элегантен, «похож на артиста» (пьеса «Блаженство»), «с артистическим бритым лицом» (пьеса «Иван Васильевич») и представляется артистом («Я артист больших и малых театров. А фамилия моя слишком известная, чтобы я вам её называл»), отчего имеет воровское прозвище «Солист».
В пьесе «Иван Васильевич» предстаёт «дурно одетым» человеком в чёрных перчатках, который, по собственным словам, три года не был в Москве. В ранней редакции он также упоминает о «двух каналах», подразумевая Беломорско-Балтийский канал и канал имени Москвы, в строительстве которых участвовали заключённые.
Является профессионалом в области взлома замков и проникновения в жилища, мастерски работает с отмычками. Несмотря на преступный образ жизни Милославского, Леонид Гайдай в фильме «Иван Васильевич меняет профессию» показал его настоящим патриотом, твёрдо стоящим за территориальную целостность своей Родины. В оригинале Кемскую волость, напротив, отстаивает управдом Бунша, а отдаёт её шведам именно Милославский. Искусствовед Наталья Мутья указывает на то, что Кемь в 1930-е годы была городом пересыльного пункта Соловецких лагерей, поэтому Милославский и поспешил избавиться от неё.
В фильме «Старые песни о главном 3» Жорж Милославский, будучи регентом, заменяет сбежавшего на «Мосфильм» царя.

## Факты о персонаже
- Юрий и Жорж — русский и французский варианты одного и того же греческого имени Георгий. Юрий — реальное имя, Жорж — прозвище вора.
- В фильме «Иван Васильевич меняет профессию» на его груди висят знаки ГТО 1 степени, а также «Мастер спорта СССР».
- Литературовед Всеволод Сахаров проводит прямые параллели между Жоржем Милославским и Александром Аметистовым, ещё одним мошенником-авантюристом из пьесы Булгакова «Зойкина квартира», написанной девятью годами ранее[7].
- В пьесе «Иван Васильевич» Милославский цитирует строки из стихотворной баллады Алексея Толстого «Князь Михайло Репнин» 1840 года, где описано застолье Ивана Грозного[6], а в пьесе «Блаженство» — первые строки из поэмы А. С. Пушкина «Полтава», которые успел прочитать, пока сидел в комнате обворованного Михельсона.
- На роль Жоржа Милославского в фильме «Иван Васильевич меняет профессию» пробовались Андрей Миронов, Георгий Юматов, Сергей Никоненко, Георгий Бурков, Вячеслав Невинный[8].
- Актёр Владимир Этуш, исполнивший роль Антона Семёновича Шпака, обворованного Милославским, в реальной жизни однажды встретился на лестничной клетке с вором, который ранее его обокрал[9].
- Первым исполнителем роли стал актёр Театра сатиры Павел Поль. По словам Елены Булгаковой, режиссёр театра Николай Горчаков, который ставил пьесу в 1936 году, «почему-то испугался, что роль Милославского слишком обаятельна, и велел Полю сделать грим какого-то поросёнка рыжего, с дефективными ушами…»[6].
- Роль Милославского в постановке Театра киноактёра стала последней крупной ролью Юрия Белова, попавшего в разряд «неблагонадёжных». По воспоминаниям современников, актёр блестяще справился с ней. Елена Булгакова, посетив спектакль, в первую очередь выделила именно работу Белова, указав на то, что его трактовка очень близка к тому, что хотел видеть автор[10][11]. Роль также исполнил Михаил Глузский в той же постановке.

## Персонаж в популярной культуре
- Фраза «Граждане, храните деньги в сберегательной кассе» стала общеупотребительной в качестве рекомендации к перечислению денег на депозит[12][13][14][15].
- Некоторые[кто?] маркетологи предполагают, что Милославский одним из первых с экранов советских телевизоров занялся продакт-плэйсментом[16][неавторитетный источник].
- Жители Ярославля полагают, что Жорж Милославский «явно был ярославцем»[17][неавторитетный источник].

- Имя Жоржа Милославского упоминается в контексте обеспечения безопасности жилища и сохранности домашнего имущества[18].
- В ноябре 2020 «Сбербанк России» выпустил рекламу, в которой Жорж Милославский на машине времени попадает в Москву 2020 года. Образ Милославского из фильма «Иван Васильевич меняет профессию» был воссоздан с помощью технологии искусственного интеллекта Deepfake[19][20].

- Персонаж появился в фильме-пародии «Иван Васильевич меняет всё» под именем Жорж Блиновский.

### Литературоведческие
- А. М. Смелянский. Драмы и театр Михаила Булгакова. — М., 1990.
- Е. А. Кухта. «Блаженство». — М.: Художественная литература, 1992.
- Я. С. Лурье. «Иван Васильевич».— М., 1992.
- А. Ю. Кожевников. Большой синонимический словарь русского языка. Речевые эквиваленты. — С. 466.

### Прочие
- А. Ю. Кожевников. Большой словарь: Крылатые фразы отечественного кино. — С. 803.
- Александр Бушков. Планета призраков: как создавалась фальшивая реальность. — С. 22.
- Розничный банковский бизнес: бизнес-энциклопедия, 2010. — 522 с.
- Александр Алексеевич Нинов. Пьесы 1930-х годов. Михаил Афанасьевич Булгаков ,1994. — 670 с. — ISBN 978-5-210-00442-0
- Г. П. Шалаева, Е. В. Коровкин. Кто есть кто в мире : 1500 имён, 2003. — С. 772.
- Вестник ВГУ. Серия Гуманитарные науки. — 2002. — № 1
- Юлия Громцева. Product placement в кинематографе как инструмент маркетингового PR